# Wulmstorfer Heide mit Bornberg
Die Wulmstorfer Heide mit Bornberg ist ein Naturschutzgebiet in der niedersächsischen Gemeinde Neu Wulmstorf im Landkreis Harburg.

## Allgemeines
Das Naturschutzgebiet mit dem Kennzeichen NSG LÜ 379 ist circa 272 Hektar groß. Im Osten grenzt es an das Naturschutzgebiet „Fischbeker Heide“ auf dem Gebiet der Stadt Hamburg, mit dem es ein Biotopverbund bildet, im Südosten grenzt es an das Landschaftsschutzgebiet „Rosengarten–Kiekeberg–Stuvenwald“. Das Gebiet steht seit dem 1. Juli 2024 unter Naturschutz. Zuständige untere Naturschutzbehörde ist der Landkreis Harburg.

## Beschreibung
Das Naturschutzgebiet liegt direkt südöstlich von Neu Wulmstorf an der Landesgrenze zu Hamburg. Es umfasst große Teile eines ehemaligen Standortübungsplatzes im Norden der Harburger Berge am Rande des Urstromtals der Elbe mit einem Mosaik aus Heide, naturnahen Wäldern und Feuchtbiotopen mit Feuchtheiden und Moorwäldern. Die Heideflächen werden von Zwergstrauchheiden aus Besen- und Glockenheide, Heidelbeere und Preiselbeere eingenommen. Dazwischen sind Magerrasen und Borstgrasrasen zu finden. Die Wälder sind als naturnahe Laubwälder mit einem vielfach hohen Alt- und Totholzanteil ausgebildet. Stellenweise stocken alte Eichen- und Buchenwälder. Durch frühere Aufforstungen der Heide entstandene Nadelbaumbestände sollen zu naturnahen Laub- und Laubmischwäldern umgewandelt werden. Die Heide wird zur Pflege regelmäßig beweidet und entkusselt. Zur Entwicklung weiterer Heideflächen wurden für den Naturschutz weniger wertvolle Waldflächen teilweise gerodet.
Das Naturschutzgebiet ist Lebensraum für die Reptilien Kreuzotter, Schlingnatter, Blindschleiche, Zaun- und Waldeidechse und die Amphibien Erdkröte, Kreuzkröte, Grasfrosch, Moorfrosch und Teichmolch. Weiterhin beherbergt es unter anderem Heidelerche und Baumpieper. Die Wälder beherbergen verschiedene Spechte und Fledermäuse. Die Heideflächen sind Lebensraum des Heidegrashüpfers, sandige Böden sind Lebensraum von Laufkäfern und Sandwespen.
Das Naturschutzgebiet ist über mehrere Wege erlebbar, die teilweise Bestandteil ausgewiesener Wanderwege sind. Eine Panzerringstraße aus der Zeit der militärischen Nutzung als Standortübungsplatz ist erhalten und dient der Freizeitnutzung und dem Naturerleben.